# Ascensió d'Aton

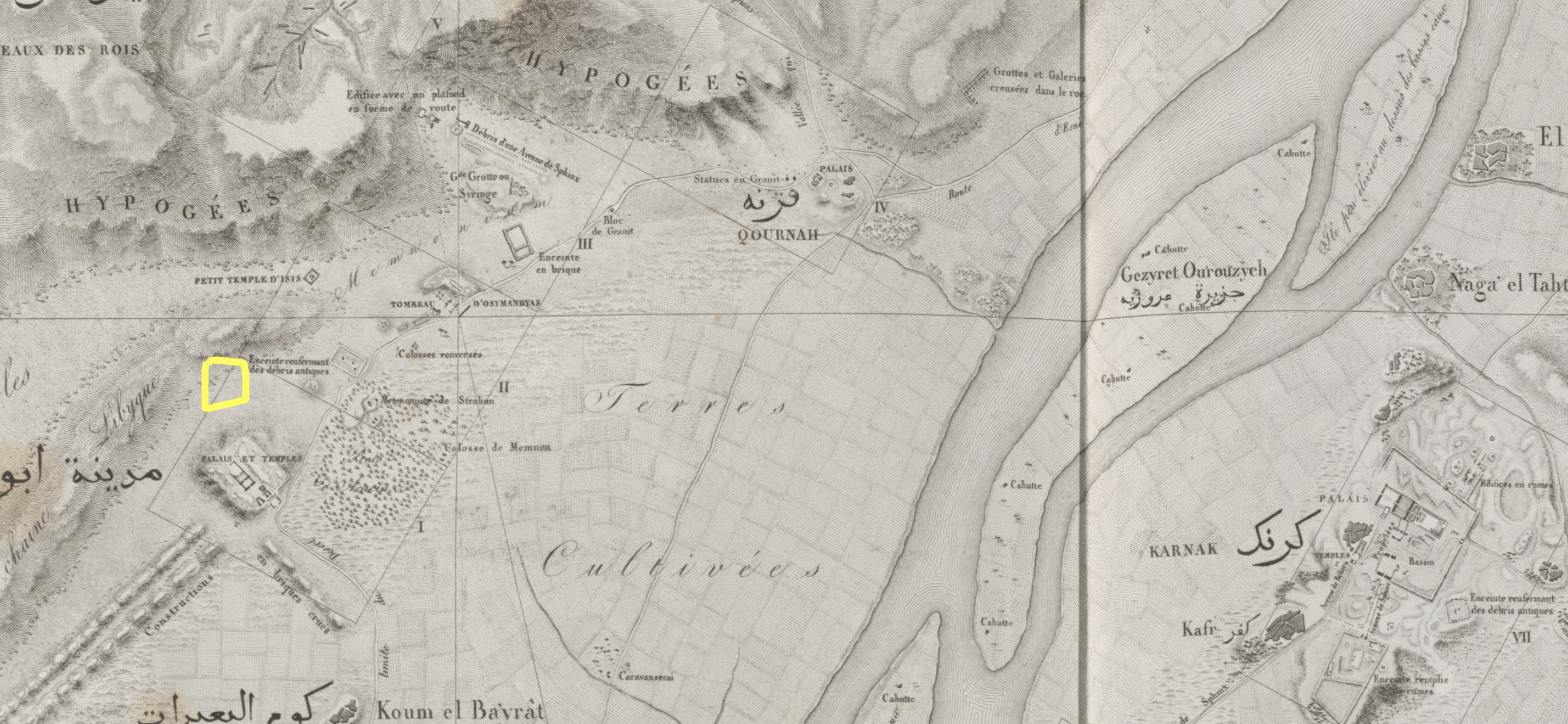
Ubicació de la ciutat en el primer mapa detallat modern conegut

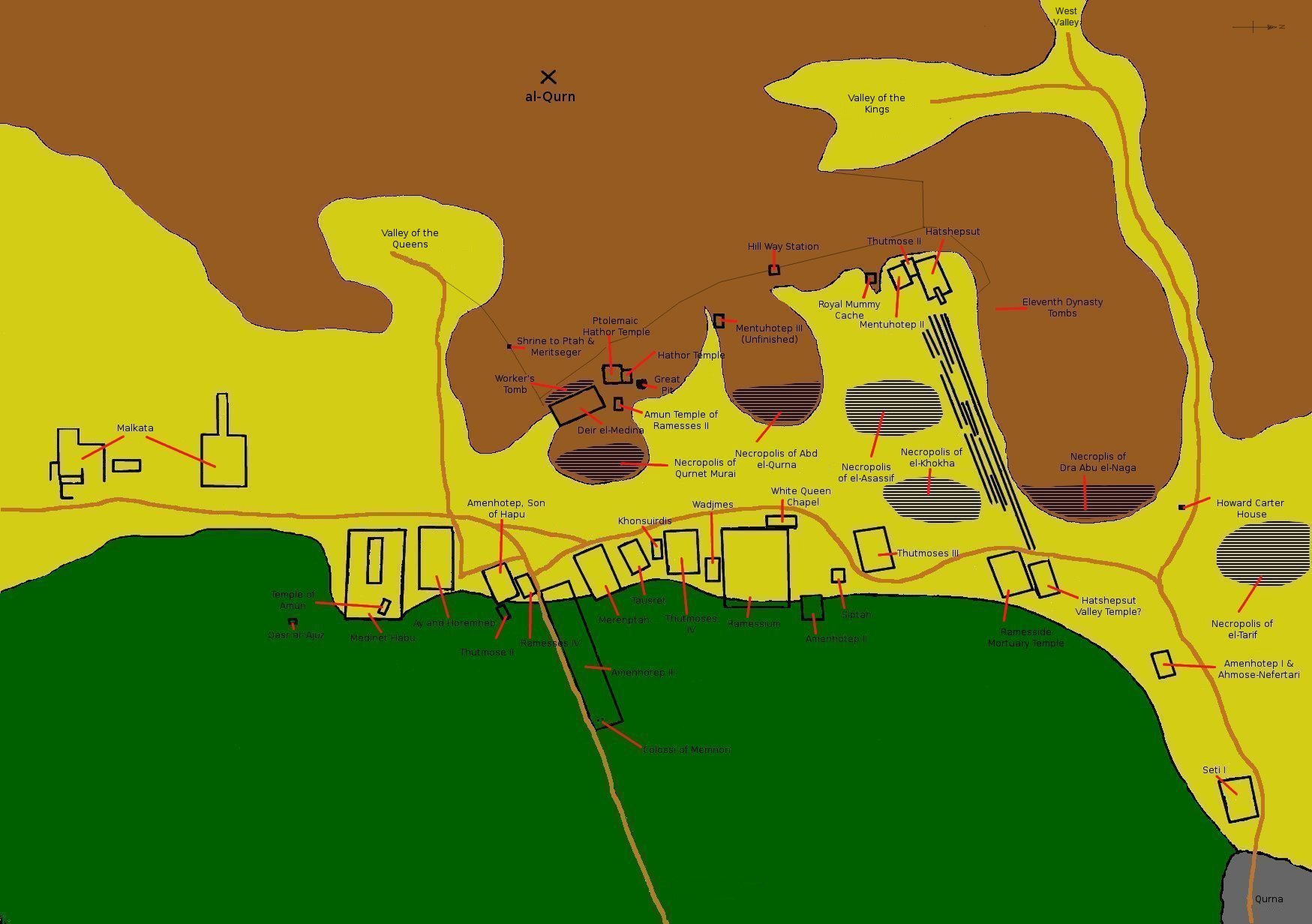
Mapa de la Necròpolis tebana, situada entre el Temple de Medinet Habu, temple mortuori de Ramsès III, i el Temple d'Amenhotep III

Ascensió d'Aton, Ciutat daurada perduda o simplement Aton és una ciutat d'Egipte que va ser el principal assentament administratiu i industrial de l'era de l'Imperi egipci a la riba occidental de Luxor, al costat del riu Nil. La ciutat va ser redescoberta el 2021 per un equip d'arqueòlegs després d'haver restat sota la sorra uns 3.000 anys.

## Història
Va ser una ciutat fundada per Amenhotep III, que va ser novè rei de la dinastia XVIII entre el 1391 i el 1353 aC en una època de riquesa, poder i luxe. El va seguir el seu fill Amenhotep IV, que durant els 17 anys que va governar es va canviar el nom a Akenaton (que significa dedicat a Aten), va substituir Tebes com a capital per la ciutat d'Amarna i va abandonar el panteó egipci tradicional per centrar-se només en el déu del sol Aten. El seu fill, Tutankamon, li va donar l'esquena, i en va ser el darrer faraó.
Quatre capes d'assentaments diversos mostren èpoques d'ús diferents fins a l'època copta dels segles iii a vii. El descobriment es va anunciar el 2021 i es va fer durant unes tasques d'excavació que van arrencar el setembre del 2020 per a buscar el temple mortuori de Tutankamon entre els temples d'Amenhotep III i Ramsès III. L'anunci del descobriment el va fer l'exministre egipci Zahi Hawass.

## Descripció
La ciutat estava envoltada per un mur en forma de zigzag, amb una única porta. Les runes apunten que els carrers estaven flanquejats per cases, amb pedres de fins a tres metres als murs. En les primeres excavacions s'ha trobat una fleca, una gran cuina amb forns i ceràmica, un taller per fer amulets i objectes decoratius, un barri administratiu i residencial i una infraestructura per fabricar maons amb el segell d'Amenhotep III.